# Blagnac
Blagnac en idioma francés y oficialmente,  Blanhac en occitano, es una localidad y comuna francesa del departamento de Alto Garona, en la región de Mediodía-Pirineos.
Se trata de la mayor de las ciudades dormitorio de la Aglomeración Tolosana. Debe una cierta prosperidad a la presencia en ella de buena parte de la industria aeroespacial así como el aeropuerto de Toulouse-Blagnac. Se encuentra también la sede de la Chambre régionale de commerce et d'industrie Midi-Pyrénées (Cámara regional de comercio e industria de Mediodía-Pirineos).
La ciudad alberga el museo de aviación Aeroscopia.

## Demografía
| 1 118 | 1 062 | 1 252 | 1 416 | 1 597 | 1 538 | 1 680 | 1 681 | 1 652 | 1 683 | 1 729 | 1 741 | 1 831 | 1 909 | 1 897 | 1 866 | 1 791 | 1 786 | 1 756 | 1 880 | 1 791 | 1 975 | 2 103 | 2 360 | 2 754 | 3 543 | 5 320 | 8 417 | 11 651 | 14 929 | 17 209 | 20 586 | 21 194 |
| Para los censos de 1962 a 1999 la población legal corresponde a la población sin duplicidades (Fuente: INSEE [Consultar]) |       |       |       |       |       |       |       |       |       |       |       |       |       |       |       |       |       |       |       |       |       |       |       |       |       |       |       |        |        |        |        |        |

## Infraestructuras
- Aeropuerto Toulouse Blagnac

## Personalidades relacionadas con la comuna
- Jean Dominique Compans, muerto en Blagnac el 10 de noviembre de 1845. General de Napoleón Bonaparte.